# Stegeborg
Stegeborg (em sueco: Stegeborgs slott) ou Estegeburgo (em latim: Stegeburgum) é um antigo castelo em ruínas, erigido por volta do século XII, numa pequena ilha num estreito da baía de Slätbaken, 20 quilômetros a leste da cidade de Sodercopinga. Era uma torre feita com a função de defender o acesso marítimo a Sodercopinga através de Slätbaken, mas que recebeu depois uma muralha à sua volta. No século XVII, caiu em decadência. Na década de 1940, foi restaurada. Hoje em dia é uma atração turística muito popular com hotel, campismo, restaurante e rochedos de banho.

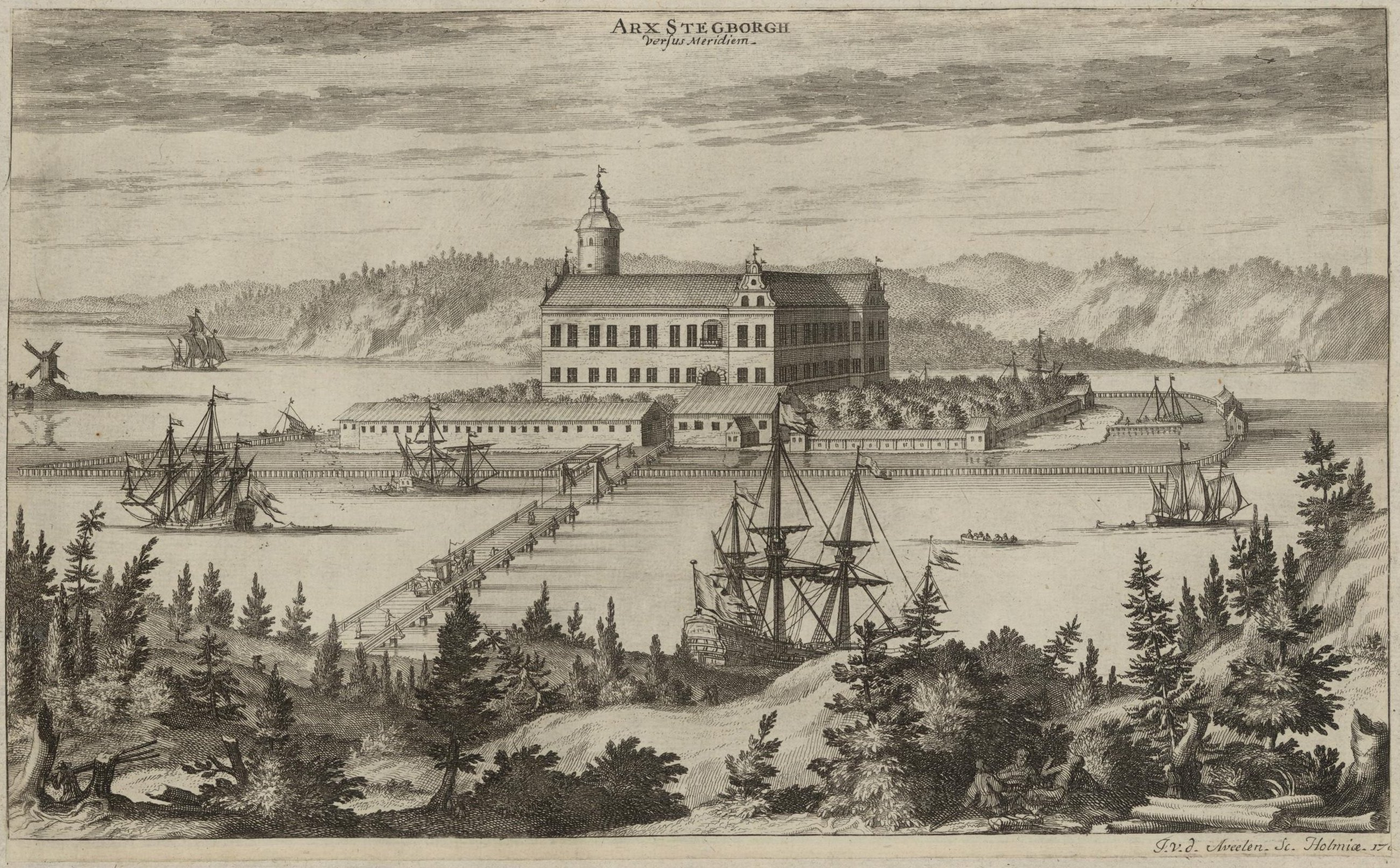
Castelo na Suécia Antiga e Hodierna, século XVIII
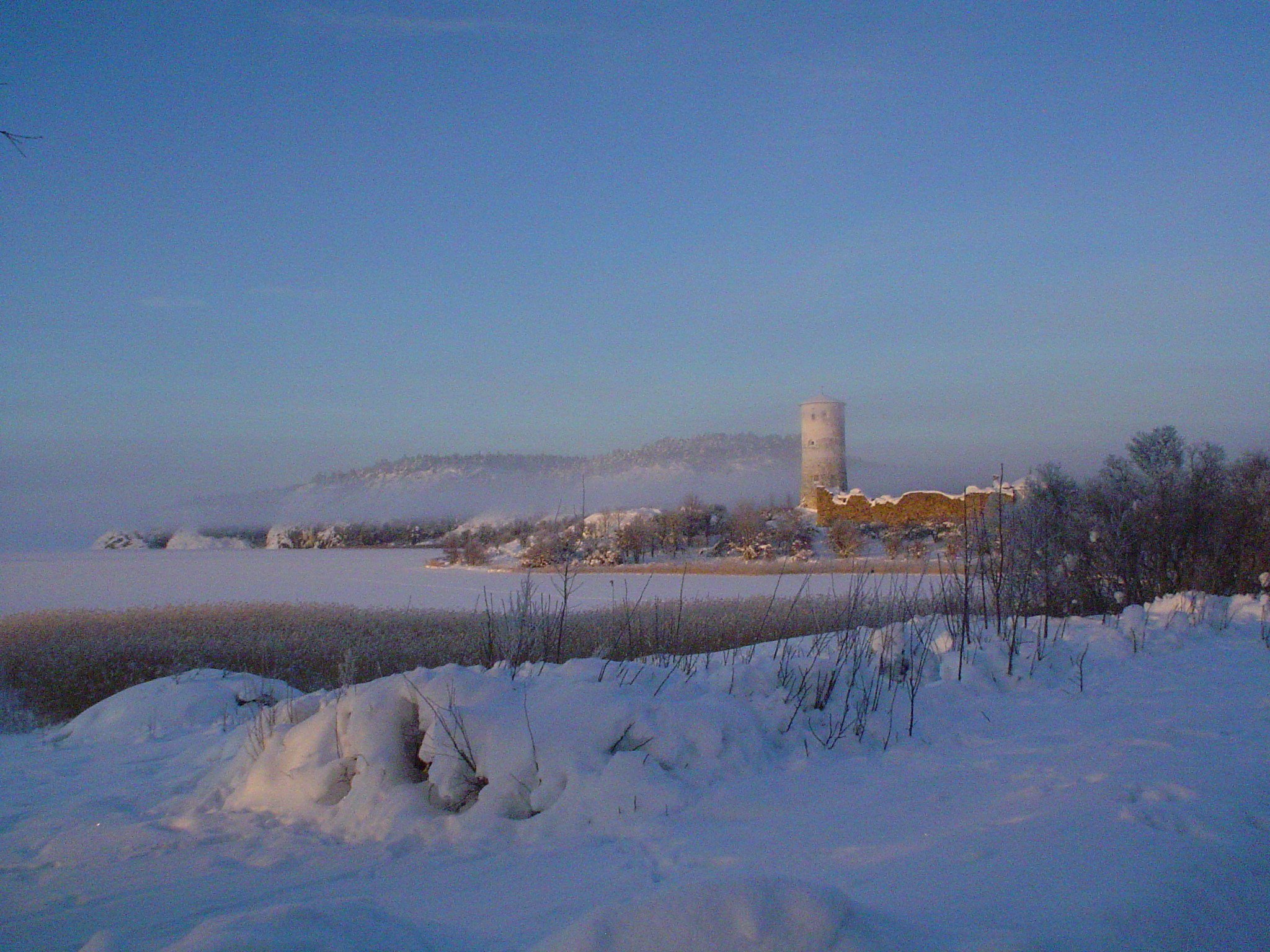
Stegeborg no inverno